# Valros
Valros é uma comuna francesa na região administrativa de Occitânia, no departamento de Hérault. Estende-se por uma área de 6,61 km². Em 2010 a comuna tinha 1 673 habitantes (densidade: 253,1 hab./km²).